# Ivana Maksimović
Ivana Maksimović (n. 2 mai 1990, Belgrad, RS Serbia, RSF Iugoslavia) este o trăgătoare de tir ce a reprezentat Serbia, medaliată olimpică. A participat la 2 ediții ale Jocurilor Olimpice (2012, 2016) în care a câștigat o medalie de argint.